# Isla Apolima
La isla de Apolima es la más pequeña de las cuatro islas habitadas de Samoa. Posee menos de un kilómetro cuadrado de superficie. Está situado en el estrecho de Apolima entre Upolu y Savai'i y está noroeste, 2.4 kilómetros de Upolu y de la minúscula de Isla Nuulopa. Es parte del distrito de Aiga-i-le-Tai, como las otras islas en el estrecho de Apolima. La isla es de origen volcánico, con un cráter extinto que alcanza una altura de 165 metros. La población es 88 personas (censo de 2001), todos en el establecimiento de Apolima-Uta, la única aldea, que está situada en el extremo norteño. A 400 metros al norte hay una pequeña isla depoblada y sin nombre de 1400 metros cuadrados de superficie.
- Datos: Q618891
- Multimedia: Apolima / Q618891